# 伊索拉贝拉
伊索拉贝拉（義大利語：Isolabella），是意大利都灵省的一个市镇。总面积4平方公里，人口400人，人口密度100.0人/平方公里（2009年）。ISTAT代码为001123。